# Episodi di SeaQuest - Odissea negli abissi (seconda stagione)
La seconda stagione della serie televisiva SeaQuest - Odissea negli abissi, composta da 21 episodi, è stata trasmessa sul canale statunitense NBC dal 18 settembre 1994 al 13 settembre 1995.
Nella distribuzione in syndication, il primo episodio, composto da un lungometraggio, fu diviso in due parti.
La trasmissione dell'episodio 20, originariamente prevista per il 21 maggio 1995 assieme all'ultimo episodio, venne posticipata al 13 settembre, una settimana prima della trasmissione della terza stagione.
| nº | Titolo originale               | Titolo italiano                | Prima TV originale | Prima TV Italia |
| -- | ------------------------------ | ------------------------------ | ------------------ | --------------- |
| 1  | Daggers                        | I replicanti                   | 18 settembre 1994  |                 |
| 2  | The Fear That Follows          | Missione nuovo mondo           | 25 settembre 1994  |                 |
| 3  | Sympathy for the Deep          | Sfida infernale                | 2 ottobre 1994     |                 |
| 4  | Vapors                         | Vapori                         | 9 ottobre 1994     |                 |
| 5  | Playtime                       | Il vortice del nulla           | 23 ottobre 1994    |                 |
| 6  | The Sincerest Form of Flattery | Giochi di guerra               | 13 novembre 1994   |                 |
| 7  | By Any Other Name              | Le piante assassine            | 20 novembre 1994   |                 |
| 8  | When We Dead Awaken            | Il risveglio dei morti viventi | 27 novembre 1994   |                 |
| 9  | Special Delivery               | Consegnato speciale            | 11 dicembre 1994   |                 |
| 10 | Dead End                       | Discesa all'inferno            | 18 dicembre 1994   |                 |
| 11 | Meltdown                       | Il disgelo                     | 8 gennaio 1995     |                 |
| 12 | Lostland                       | Atlantide                      | 15 gennaio 1995    |                 |
| 13 | And Everything Nice            | Un mondo migliore              | 22 gennaio 1995    |                 |
| 14 | Dream Weaver                   | Il tessitore di sogni          | 19 febbraio 1995   |                 |
| 15 | Alone                          | Isolamento                     | 26 febbraio 1995   |                 |
| 16 | Watergate                      | Cancelli d'acqua               | 5 marzo 1995       |                 |
| 17 | Something in the Air           | Qualcosa nell'aria             | 19 marzo 1995      |                 |
| 18 | Dagger Redux                   | La vendetta                    | 2 aprile 1995      |                 |
| 19 | The Siamese Dream              | Il sogno                       | 30 aprile 1995     |                 |
| 20 | Blindsided                     | Il guerriero invisibile        | 13 settembre 1995  |                 |
| 21 | Splashdown                     | Naufraghi                      | 21 maggio 1995     |                 |